# Nizhni Janchakrak
Nizhni Janchakrak (del ruso: Нижний Ханчакрак) es un jútor del ókrug urbano de la ciudad-balneario de Anapa del krai de Krasnodar, en el sur de Rusia. Está situado en la orilla izquierda del arroyo Utash, en las estribaciones de poniente del Cáucaso Occidental, 23 km al norte de la ciudad de Anapa y 125 km al oeste de Krasnodar. Tenía 75 habitantes en 2010.
Pertenece al municipio Pervomaiskoye.